# AussieBum

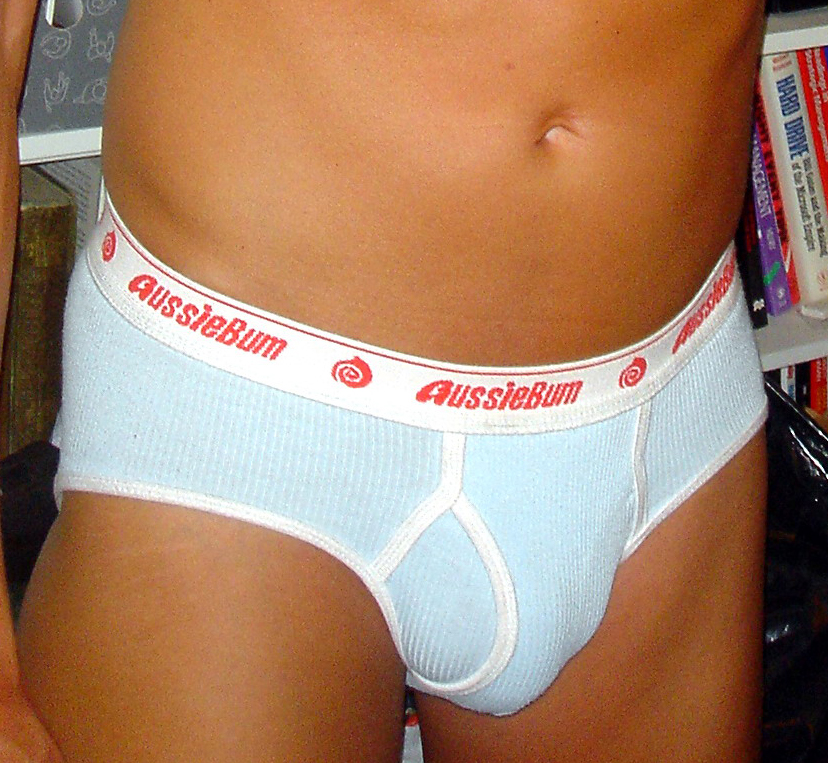
Unterhose „Wonderyears“ von AussieBum

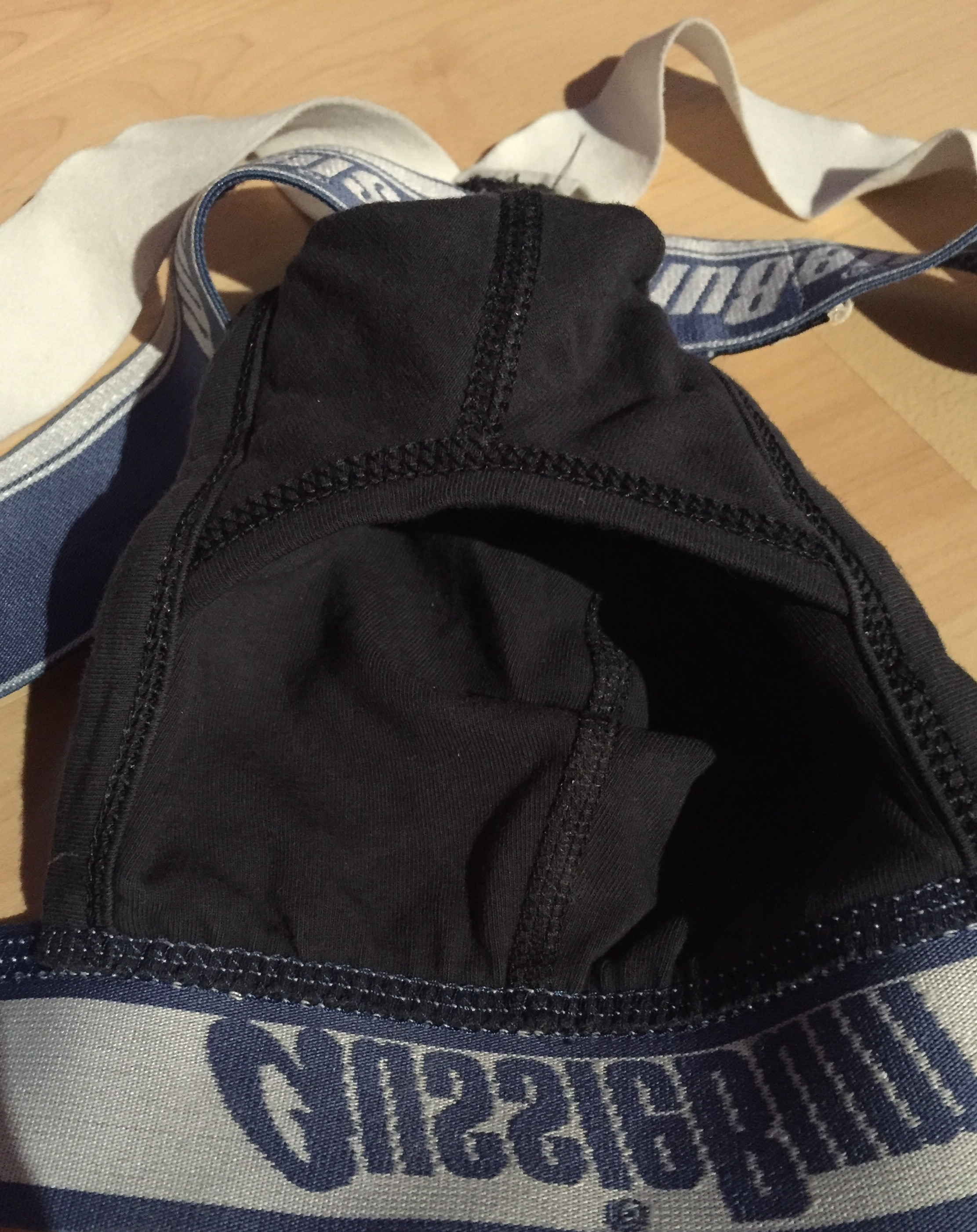
Jockstrap mit „Wonderjock“

AussieBum (engl. aussie ‚australisch‘, ‚Australier‘; bum ‚Hintern‘, ‚Faulpelz‘) ist ein australisches Modelabel für Unterwäsche, Bademode sowie Sport- und Freizeitbekleidung. Nach eigenen Angaben ist AussieBum der größte australische Hersteller von Unterwäsche- und Bademode und verkauft seine Produkte in 120 Ländern. Der Firmensitz befindet sich in Sydneys Vorort Leichhardt.

## Geschichte
Sean Ashby gründete 2001 zusammen mit Guyon Holland AussieBum, nachdem Ashby 1995 seinen Job bei der Warner Music Group aufgegeben hatte. Als er Probleme hatte, eine neue Arbeitsstelle zu finden, verbrachte er laut eigener Aussage viel Zeit als „Beach Bum“ (etwa: „Strandgammler“) am Bondi Beach in Sydney. Die Idee zu AussieBum hatten Ashby und Holland laut eigener Aussage, weil Speedo keine Nylonbadehosen für Männer mehr produzierte.
Als Startkapital hatte Ashby 20.000 AUD zur Verfügung, wovon Stoffe gekauft und erste Prototypen hergestellt wurden. Nachdem anfangs keine Geschäfte die Badehosen verkaufen wollten, startete AussieBum einen Online-Shop. Um den Bekanntheitsgrad der neuen Marke zu erhöhen, fotografierte Ashby Freunde und Bekannte am Strand in den Badehosen und verschickte die Bilder mit einer Pressemitteilung an verschiedene Zeitschriften auf der ganzen Welt. Später fand er in Europa und den USA Geschäfte, die seine Produkte ins Sortiment aufnahmen, unter anderem das KaDeWe in Berlin und Printemps in Paris.

## Produkte und Zielgruppe

### Unterwäsche
AussieBum bietet Unterwäsche in verschiedenen Schnitten und Varianten an, darunter Slips, Hipster, Retroshorts und Jockstraps in insgesamt mehr als 50 verschiedenen Modelle.

#### Wonderjock
Eine bekannte Ausführung der Unterhosen ist seit 2006 der so genannte Wonderjock. Er soll wie beim Wonderbra den Penis größer aussehen lassen. Dies wird durch einen eingenähten Beutel vorne in der Unterwäsche oder Badehose erreicht.

#### enlargeIT

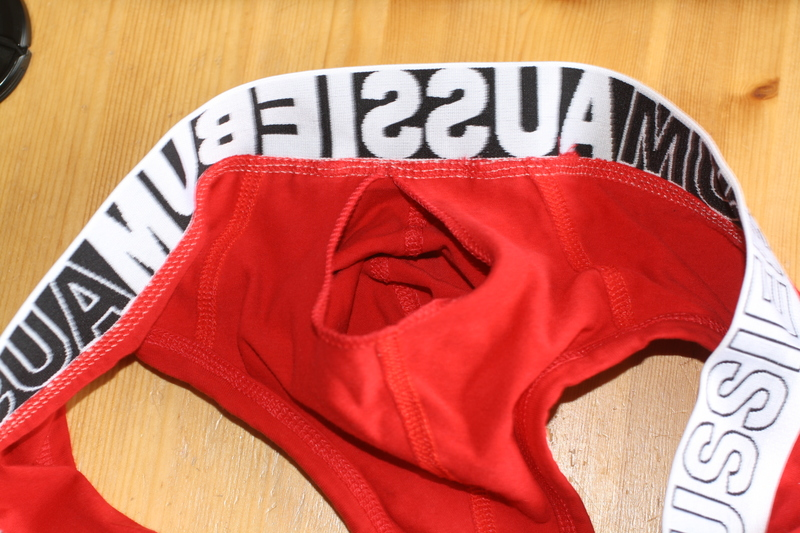
enlargeIT: Unterhose mit eingearbeitetem Täschchen

Ein ähnliches Ziel wie der Wonderjock verfolgt enlargeIT, bei der in die Unterwäsche kein Beutel, sondern ein echtes Täschchen integriert ist, das die Genitalien aufnimmt. Dieser Zuschnitt kann somit als eine Art Kombination von herkömmlicher Unterhose und Jockstrap aufgefasst werden.

### Bade- und Surfmode
Die klassischen eng anliegenden Badehosen werden in verschiedenen Ausführungen angeboten. Zusätzlich wird noch Surfmode in Form von weiter sitzenden Badeshorts und ärmellose Shirts mit Logoaufdruck verkauft.

### Freizeit- und Sportbekleidung
Bei der Freizeit- und Sportbekleidung konzentriert sich AussieBum auf die Bereiche Homewear und Sport. Neben Shorts und Shirts bietet AussieBum auch Kompressionskleidung für Sportler an.

### Zielgruppe
Es wird ausschließlich Kleidung für Herren angeboten. Wegen der körperbetonten Schnitte wurde die Marke bereits von Beginn an gerne von Homosexuellen getragen. Laut Sean Ashby möchte AussieBum trendbewusste, von sich und ihrer Sexualität überzeugte Männer ansprechen. Hier sieht AussieBum Schwule als eine der Hauptzielgruppen an. AussieBum wirbt mit dem Slogan „If you doubt yourself, wear something else!“ (Wenn du an dir selbst zweifelst, trage etwas anderes!).

## Werbung und Medienpräsenz
Für Werbezwecke nutzt AussieBum Social-Networks wie Facebook, Instagram und Twitter. 
2015 unterstützte AussieBum die Einführung der gleichgeschlechtlichen Ehe in Australien.
2016 nahm AussieBum eine Badehose aus dem Sortiment, die anlässlich des Australia Day erschienen war. Die cartoonhafte Darstellung eines Bumerangs, eines Aborigines und einer australischen Flagge auf dem Berg Uluru wurde als unsensibel kritisiert. Ashby entschuldigte sich.
2019 war AussieBum in den Medien, weil vom Twitter-Account der Modemarke aus Tweets des damaligen US-Präsidenten Donald Trump geliked wurden. AussieBum entschuldigte sich und teilte mit, der Account sei gehackt worden.